# Léxico
El léxico es el conjunto de palabras que conforma un determinado lecto y, por extensión, también se denomina así a los diccionarios que los recogen. Un sinónimo habitual de léxico es vocabulario, definido como el conjunto de palabras que forman parte de un idioma o lenguaje específico o son conocidas por una persona o entidad específica. En un sentido amplio, el concepto es extensible a los lenguajes de programación.
Las disciplinas que se ocupan del léxico son varias: lexicografía, semántica, semiótica, pragmática, filosofía del lenguaje.

## Función del léxico
El vocabulario de un idioma refleja el medio físico y social de sus hablantes porque es un inventario de las ideas, los intereses y las ocupaciones de la comunidad. Las lenguas se adaptan a las preocupaciones, los intereses y las vivencias de los hablantes.
Conocer una lengua es conocer el léxico, saber usarlo, y también conocer y saber utilizar las reglas que controlan la combinación correcta de los elementos. Las situaciones sociales son muy diversas, conocer una lengua es conocer las convenciones sociales que controlan el uso de ella en distintas situaciones.
Los miembros de una comunidad usan las palabras, en general, con el mismo significado; de otro modo resultaría muy difícil el entendimiento. El comportamiento lingüístico es una parte del conjunto de modelos sociales de conducta que caracterizan a los grupos humanos: cada uno de ellos tiene unas costumbres y unas convenciones distintas.

## Clasificación del léxico

### Según el origen y la difusión
El léxico puede clasificarse desde el punto de vista de su origen histórico o amplitud de uso en:
- Patrimonial, (la palabra ha evolucionado normalmente dentro del idioma) o préstamo (extranjerismos que se clasifican según la lengua de procedencia).
- Pasivo (forma parte solo de la comprensión del hablante) o activo (lo usa habitualmente).
- Cultismo, estándar, coloquialismo o vulgarismo según el registro lingüístico empleado.
- Dialectalismo (si pertenece al habla propia de una región).
- Jerga o argot (si forma parte del habla de un grupo social determinado, por clase, edad o profesión).

### Según la función
Desde el punto de vista de la función:
- Categorías léxicas, formada por la clase de palabras con referente que constituyen una clase abierta en principio ampliable por cualquiera de los procesos de formación de palabras.
- Categorías funcionales, formada por las palabras con función puramente gramatical que permiten especificar las relaciones entre los intervinientes en una predicación verbal. Forman una clase cerrada.

## Procesos de formación de palabras
Las palabras que forman parte de las categorías léxicas pueden combinarse entre sí para dar lugar a nuevas palabras, para ello las lenguas del mundo usan diversos procedimientos:
- Composición (lingüística)
- Derivación (lingüística)
- Parasíntesis

## Clases de unidades léxicas
Según su naturaleza, las unidades del léxico pueden distinguirse entre:
- Categorías léxicas o abiertas: Son aquellas que poseen carácter referencial (es decir, las que designan procesos, propiedades, acciones o entidades). Se caracterizan por formar un inventario abierto (es decir que no existe un número específico y limitado para estas unidades). Los sustantivos, los verbos y los adjetivos son representantes canónicos de este tipo de unidades léxicas.
- Categorías funcionales o cerradas: Son aquellas que solo poseen significado gramatical (es decir, que son fundamentales para la generación de una oración pero que, sin embargo, no tienen significado referencial). Se caracterizan por formar un inventario cerrado. Las conjunciones y los artículos son representantes de este tipo de unidad.

## Clases de rasgos léxicos
Las unidades léxicas distinguen tres tipos de rasgos (no todos los modelos gramaticales utilizan los mismos rasgos léxicos. Lo que se da a continuación es una generalización):
- Rasgos formales: Contienen información sobre el tipo de palabra de la que se trata (sustantivo, verbo, preposición), sobre el contexto sintáctico en el que pueden aparecer y sobre el tipo de flexión (regular o irregular) que requieren.
- Rasgos semánticos: Contienen información sobre la estructura argumental requerida por una unidad léxica (un verbo como "destruir" requiere un agente que destruya y un tema a ser destruido), sobre las propiedades inherentes de cada unidad (un nombre como "niño" tiene rasgos [+humano] [+contable] etc.).
- Rasgos fonológicos: Contiene la información necesaria para asignarle representación fonética a la unidad.

## El léxico en la traducción automática
En un diccionario tradicional típico, las entradas se identifican mediante una forma base o "canónica" de la palabra. Esta forma canónica varía según el idioma: los verbos en inglés se representan mediante la raíz no flexionada, mientras en francés o español se representan con el infinitivo del verbo. Además de la definición estos diccionarios tradicionales incluyen en cada entrada información adicional como la pronunciación, la categoría gramatical o su etimología.
El léxico o diccionario empleado en la traducción automática presenta algunas diferencias, al compararlo con uno tradicional. Algunos programas de traducción automática cuentan únicamente con diccionarios de formas flexionadas, es decir, listas de palabras con todas las formas e información gramaticales correspondientes. Un léxico de esta forma contendría las palabras comer, comida, comiendo, comido por separado, como unidades diferenciadas. Esta aproximación no es nada eficiente en lenguas como el español, que posee una flexión rica y compleja. En estos casos, el léxico suele proporcionar una raíz a partir de la cual el componente morfológico se encargará de generar las formas apropiadas.
Este léxico para la traducción automática debe suministrar la información necesaria para el análisis sintáctico y semántico:
- categoría gramatical (nombre, verbo, etc.)
- rasgos de subcategorización, subcategoría del apartado anterior (verbo transitivo o intransitivo, sustantivo masculino o femenino, etc.)
- información semántica (nombre animado, verbo que exige un sujeto animado, etc.)

A menudo estos dos últimos tipos de información se emplean conjuntamente a la hora de definir, por ejemplo, una subcategoría en términos de restricciones de selección. Esta información ayuda a determinar el contexto en el que pueden aparecer las palabras. Así, por ejemplo, el verbo amar restringe la selección de su sujeto, de manera que este debe ser animado.
Además, un léxico empleado en la traducción automática debe aportar información relativa a la correspondencia entre las unidades léxicas de distintas lenguas. Debido a la complejidad que puede entrañar esta tarea, muchos sistemas optan por establecer una separación entre dos tipos de información: por un lado, la información necesaria para el análisis o producción de textos en una lengua particular y, por otro lado, la información relativa a las correspondencias léxicas entre dos pares de lenguas. Estas correspondencias incluyen las condiciones en las que se produce la equivalencia:
- categorías gramaticales (bote: verbo o nombre)
- categorías semánticas (banco: asiento o establecimiento que realiza negocios con dinero)
- contexto sintáctico (tratar una enfermedad o tratar de conseguir algo)

## Adquisición de léxico
La adquisición del léxico (tanto en el primer idioma como en los segundos o extranjeros), es un proceso muy complejo. La primera distinción que debemos hacer es entre vocabulario pasivo y vocabulario activo. El primero es el vocabulario que el sujeto entiende sin ayuda o con muy poca ayuda, pero que no es capaz de utilizar autónomamente. El segundo, es el vocabulario que el sujeto comprende sin problemas, pero que además, es capaz de utilizar cuando lo necesita y sin necesidad de ayuda. Parece claro, por tanto, que el vocabulario más amplio de una persona es el vocabulario pasivo, y parece claro también, que si una persona no tiene una palabra «almacenada» en su vocabulario pasivo, difícilmente esa palabra podrá llegar a formar parte de su vocabulario activo. Uno de los defensores de esta teoría fue Tracey Terrell, coautor de Natural Approach, y que invirtió un gran esfuerzo en intentar explicar este proceso de adquisición lingüística. Terrell afirma que una forma primero se «liga» (binding en inglés), es decir, se relaciona una forma con su significado. Este proceso parece ser un proceso paulatino y relativamente «lento», ya que no sería un aprendizaje sino una adquisición. Una vez la forma ya está «ligada», el sujeto debería ir intentando «acceder» (accessing en inglés) a esa forma en repetidas ocasiones. Las primeras veces requerirá de mucho tiempo, y posiblemente de cierta ayuda, pero ese tiempo o esa necesidad de ayuda se irá reduciendo paulatinamente. Cuantas más veces ese sujeto intente acceder a esa forma, más «accesible» estará.
El léxico pasivo más accesible para los hablantes se registra en diccionarios llamados léxicos disponibles. El léxico activo de mayor uso se compendia en léxicos básicos.